# Khyiris Tonga
Khyiris Tonga (West Valley City, 7 luglio 1996) è un giocatore di football americano statunitense che milita nel ruolo di nose tackle per gli Arizona Cardinals della National Football League (NFL).

## Carriera

### Chicago Bears
Tonga al college giocò a football a Brigham Young. Fu scelto nel corso del settimo giro (250º assoluto) del Draft NFL 2021 dai Chicago Bears. Nella sua stagione da rookie disputò 15 partite, 2 delle quali come titolare, con 24 tackle.

### Atlanta Falcons
Il 5 settembre 2022 Tonga firmò con la squadra di allenamento degli Atlanta Falcons.

### Minnesota Vikings
Il 5 ottobre 2022 Tonga firmò con i Minnesota Vikings.

### Arizona Cardinals
Il 15 marzo 2024 Tonga firmò con gli Arizona Cardinals.